# Notiosterrha rhodocosma
Notiosterrha rhodocosma là một loài bướm đêm trong họ Geometridae.